# 10070 Ліузонглі
10070 Ліузонглі (10070 Liuzongli) — астероїд головного поясу, відкритий 7 лютого 1989 року.
Тіссеранів параметр щодо Юпітера — 3,612.